# 拉迪斯

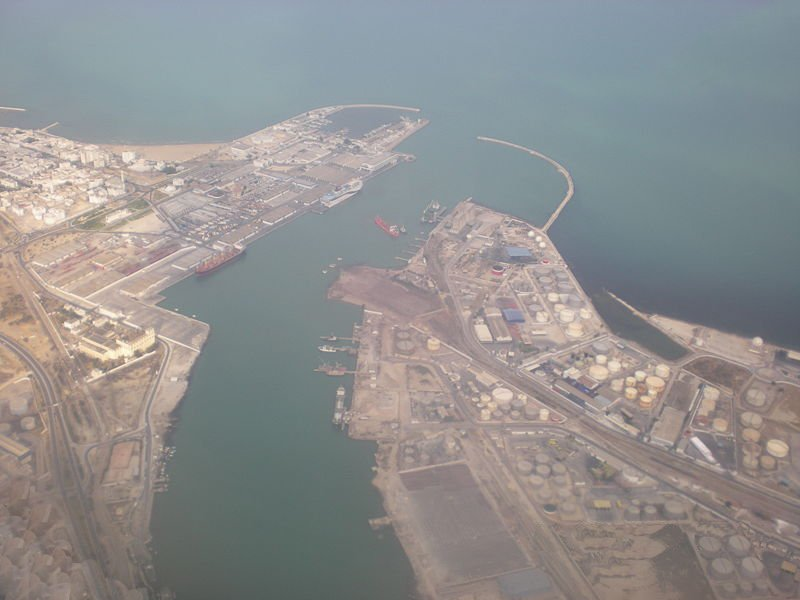

拉迪斯（阿拉伯语：‎）是突尼西亞的港口城市，位於該國北部地中海沿岸，處於首都突尼斯市東南9公里，由本阿魯斯省負責管轄，海拔高度50米，2014年人口59,998。
36°46′N 10°17′E / 36.767°N 10.283°E